# Festival Internacional de Artes de Rua
O FIAR é um Festival Internacional de Artes de Rua organizado todos os anos no segundo fim de semana de Julho em Palmela, Portugal.
É organizado pela Câmara Municipal de Palmela e pela FIAR - Associação Cultural em parceria com o Teatro o Bando.